# Tipula (Yamatotipula) tenuilinea
Tipula (Yamatotipula) tenuilinea is een tweevleugelige uit de familie langpootmuggen (Tipulidae). De soort komt voor in het Nearctisch gebied.